# Kepler-106 b
Kepler-106 b è un pianeta extrasolare orbitante attorno alla stella Kepler-106 in appena 6,2 giorni. È uno dei più piccoli scoperti finora, con una massa di appena 0,15 volte quella terrestre. La stella madre è una nana gialla molto simile al Sole, con la stessa massa e un raggio superiore del 4% a quello della nostra stella.